# داستان دو شهر
داستان دو شهر (۱۸۵۹ میلادی) (به انگلیسی A tale of two cities) رمانی نوشته چارلز دیکنز است که داستان آن در لندن و پاریس، قبل و در طول انقلاب فرانسه رخ می‌دهد. این رمان با فروش ۲۰۰ میلیون نسخه در جهان، به همراه کتاب شازده کوچولو (به زبان فرانسوی)، پرفروشترین کتاب‌های تک‌جلدی جهان در همه دوران‌ها است. همچنین این کتاب پرفروش‌ترین کتاب تک‌جلدی انگلیسی‌زبان جهان و یکی از پرآوازه‌ترین عناوین در ادبیات داستانی است.
این داستان جوانی کشاورززاده را تحت تعالیم اشرافگرایانه فرانسوی در سال‌های منتهی به انقلاب، و خشونت‌های انقلابیون را نسبت به اشراف سابق، در سال‌های نخست انقلاب فرانسه به تصویر می‌کشد. در این جریانات ماجرای چند نفر دنبال می‌شود، از همه مهمتر چارلز دارنه، اشرافی فرانسوی سابق که علی‌رغم ذات خوبش، قربانی هیجانات ضد تبعیض انقلاب می‌شود و سیدنی کارتن، وکیلی بریتانیایی که فراری است و تلاش می‌کند زندگی ناخوشایند خود را با عشق به همسر دارنه، لوسی مانه نجات دهد. این رمان در چاپ‌های هفتگی و به تدریج منتشر شد.

## نخستین کتاب
نخستین کتاب این رمان در سال ۱۷۷۵ اتفاق می‌افتد. جارویس لری کارمند بانک تلسون به پاریس سفر می‌کند که دکتر الکساندر مانت را در سفر بازگشت به خود به لندن بیاورد. او لوسی مانت ۱۷ ساله را ملاقات می‌کند و برای او فاش می‌سازد که پدر او نمرده‌است در عوض ۱۸ سال است که در زندان باستیل زندانی است. آن‌ها به مناطق سطح پایین پاریس می‌روند و با موسیو دفارژ دیدار می‌کنند که پیش از بازداشت دکتر مانت خدمتکار او بود. در ابتدای دیدار آن‌ها با مانت، وی دختر خود را نمی‌شناسد.

## کتاب دوم: ریسمان طلایی
پنج سال بعد دو جاسوس انگلیسی ادعا کردند که چارلز دارنی نجیب‌زاده فرانسوی اطلاعاتی را در مورد نیروهای بریتانیایی در شمال آمریکا به دولت فرانسه داده‌است. دارنی توسط شاهدی که ادعا می‌کرد هر جا که دارنی را ببیند او را می‌شناسد و فردی مشابه او را شناسایی کرد تبرئه شد. در پاریس عموی دارنی (مارکیس اورموند) پسر یک دهقان را می‌کُشد و درشکهٔ او پرت می‌کند. گاسپارد در همان شب، مارکیس را تعقیب می‌کند و او را به قتل می‌رساند. در لندن چارلز دارنی از مانت اجازه می‌گیرد که با دختر او لوسی ازدواج کند. در چهارده ژوئیه ۱۷۸۹ دفارژ به دنبال یورش به باستیل وارد سلول سابق مانت می‌شود. خواننده در کتاب سوم در می‌یابد که او به دنبال اعلامیه‌ای است که در آن مانت دلیل زندانی شدن خود را اعلام کرده‌است. در تابستان ۱۷۹۲ نامه‌ای به بانک تلسون می‌رسد. لری که آمادهٔ رفتن به پاریس است تا شعبهٔ آن جا را نگه دارد اعلام می‌کند که این نامه به شخصی به نام اورموند نوشته شده اما کسی نمی‌داند که این نامه به چه کسی اشاره دارد چرا که دارنی نام حقیقی خود را مخفی نگه داشته‌است. دارنی نامه را به این بهانه که اورموند یکی از آشنایان اوست دریافت می‌کند. این نامه از طرف گابل، خدمتکار سابق مارکیس است که اکنون زندانی شده‌است و از ولی نعمت جدید خود درخواست کمک دارد. دارنی احساس گناه می‌کند و برای کمک به گابل آمادهٔ سفر به پاریس می‌شود.

## کتاب سوم: رد طوفان
در فرانسه دارنی از مهاجرت، منع شده و در زندان لا فورس در پاریس زندانی می‌شود. دکتر مانت و لوسی به پاریس سفر می‌کنند تا بتوانند دارنی را آزاد کنند. یک سال و سه‌ماه می‌گذرد و در آخر دارنی محاکمه می‌شود. دکتر مانت موفق می‌شود که دارنی را از زندان آزاد کند اما در بعد از ظهر همان روز وی دوباره دستگیر می‌شود. او دوباره با مسئولیت دفارژ و شخص دیگری که در واقع همان دکتر مانت است دوباره محاکمه می‌شود. بعدها دفارژ نامه‌ای را که در سلول دکتر مانت یافته بود را برای دارنی می‌خواند و در آن مشخص شده‌است که چگونه دکتر مانت توسط عمو و پدر دارنی زندانی شده‌است. زیرا وی تلاش کرده بود جنایات آنها علیه یک خانوادهٔ دهقان را برملا کند. عموی دارنی شیفتهٔ دختری می‌شود و او را می‌دزدد و به او تجاوز می‌کند و سپس شوهر او را به قتل می‌رساند. نامه عمل اورموند را با جملهٔ (آنها و نسلشان تا آخرین نفر) محکوم می‌کند. دکتر مانت وحشت می‌کند و اعتراض می‌کند. ولی به اعتراض او اعتنایی نمی‌شود و حق پس گرفتن این جمله را به او نمی‌دهند و دارنی محکوم به اعدام با گیوتین می‌شود. کارتن که به مغازهٔ شراب فروشی دفارژ می‌رود، در میابد که خانم دفارژ آخرین بازماندهٔ خانوادهٔ دهقان است که توسط برادرش در کودکی نجات یافته بود. خانم دفارژ دارای نام خانوادگی شخصی نیست و دفارژ نام خانوادگی او بعد از ازدواج است. کارتن دارنی را در زندان ملاقات می‌کند و به او داروی بیهوشی می‌دهد و بارساد او را به خارج از زندان حمل می‌کند. کارتن به خاطر عشقی که به لوسی داشت، تصمیم می‌گیرد که خود را به جای دارنی جا زده و به جای او کشته شود. رمان با اعدام کارتن توسط گیوتین پایان می‌یابد. آخرین تفکرات ناگفتهٔ کارتن پیامبر گونه است. کارتن اعدام انقلابیونی چون دفارژ و دیگران را پیش‌بینی می‌کند و دارنی و لوسی را همراه فرزندی که نام او را کارتن گذاشته‌اند از پیش می‌گوید.